# سلامة حسن الراضي
السيد سلامة بن حسن الراضي الحسني الحسيني (12 نوفمبر1867 - 23 يناير 1939) (16 رجب 1284 - 13 ذو الحجة 1358) صوفي وكاتب وشاعر مصري. ولد ونشأ بحي بولاق في القاهرة الخديوية لعائلة هاشمية. حفظ القرآن ودرس مقدماته فعيّن موظفًا في الخاصة الخديوية. اشتغل بالتصوف وأسس طريقته «الحامدية الشاذلية» في أوائل القرن العشرين. توفي عن 72 عامًا ودفن في مسجده وله مقام يزار. له مؤلفات كثيرة في موضوعات صوفية، ومجموعات شعرية، مطبوعة ومخطوطة.

## سيرته
هو أبي حامد سلامة بن حسن الراضي الحسنى اما والحسينى ابا . ولد في ليلة 16 رجب 1284/ 12 نوفمبر 1867 في القاهرة بالخديوية المصرية ونشأ بحي بولاق، وتعلم القراءة والكتابة إلى السنة التاسعة وحفظ القرآن، ووضع كتيباً في الأدب والأخلاق، وأجاد الخط العربي والفارسي، والحساب والأدب. فعيّن موظفًا في الخاصة الخديوية في سن الـ13 من عمره.

ثم اشتغل بالتصوف، وأسس طريقته «الحامدية الشاذلية» في نهاية القرن التاسع عشر عام 1885 م، وظلت محدودة الأثر إلى ما بعد قيام ثورة سنة 1919 وتم اشهارها بالمشيخة العامة للطرق الصوفية بمصر عام 1926 وعندما زاد عدد مريديها، خصصت وزارة الأوقاف بعض المساجد لإقامة الحضرات الحامدية بالقاهرة منها مسجد السلطان أبى العلا، مسجد السلطان الحنفى، مسجد سيدى على البومى، مسجد سيدى عبد الوهاب الشعرانى، مسجد السيدة فاطمة، وقام المريدون بإنشاء زوايا للطريقة بسائر المحافظات كالإسكندرية والمنيا والفيوم والجيزة وباقى المحافظات، وقد ترتب على ذلك أن وضع الشيخ قانونا للطريق احتوى على 329 مادة، وقد نظم القانون طريقة عمل نواب المحافظات والخلفاء وأوضح أصول السير للمنتسبين للطريقة، وممن انتسبوا إليها هم حامد بدوي، ومحمود بك نويتو، وأميرآلاي أمين بك هاشم، وخورشيد بك توفيق، وإبراهيم علي الأزهري، ومصطفى الشاذلي، وأحمد عبد ربه، وعلي سلام، ومحمود أفندي عبد التواب.
ومن مريديه أيضا المفكر الفرنسى ريني غينون المهتم بعلوم الميتفازيقا والتصوف وقد كان مواظبا على حضور مجالس الشيخ حتى وفاته.
وقد اجتمع بالكثير من الصوفية، وأخصهم مرزوق المالكي وهو الذي أخذ عنه الطريقة الشاذلية وذكره في سلسلته المتصلة لأبى الحسن الشاذلى. ثم التحق بالوظائف الإدارية وعيّن رئيسًا لإدارة الزارعة بمصلحة الأملاك الأميرية، وأحيل إلى تقاعد سنة 1932.
توفي ثالث يوم الأضحى 1358/ 23 يناير 1939 في القاهرة بالمملكة المصرية ودفن في مسجده بشارع سليمان الخادم ببولاق امام مقر مشيخة الطريقة، وقد أوصى بالخلافة لابنه إبراهيم سلامة، وله مقام يزار، ومن بعده ابنه احمد سلامه الشهير باسم حامد ودفن بجوار والده، ومن بعده حفيده إبراهيم حامد سلامة الراضي ودفن بجوار والده وجده ومن بعده شقيقه الحسين حامد سلامة الراضي والطريقة سارية حتى اليوم وتحتفل الطرق الصوفية بمولده في شهر رجب من كل عام. من أولاده: محمد سلامة، ومحمود سلامة، وحامد سلامة، وإبراهيم سلامة، وأحمد سلامة الشهير باسم حامد.

## أدبه
له عدة رسائل في طريقتهُ، وأحزاب وأوراد دينية، ومسائل فقهية. جاء في معجم البابطين عنه «قصائده موشحات وأدوار صنعت لتلائم حلقات الذكر وتراتب حركاته، وقد نظم الموال والقصيدة العامية، توصلاً إلى التأثير في العامة، وحتى فصيحه لا يخلو من ألفاظ وتراكيب عامية، أما معجمه فهو أقرب إلى الوصايا والترغيب في التوبة وإخلاص النفس، ونادرًا ما يعبر عن تجليات الصوفي ورؤاه الخاصة.» 

## آثاره
من مؤلفاته:
- «الفيوضات الالهية في الحكم والمذكرات الحامدية، 1907
- «الجواهر الحامدية في الطريقة الشاذلية»، 1912
- «النفحة المحمدية في الحكمة الروحانية»
- « مظهر الكمالات في مولد سيد الكائنات»
- «الإنسانية»
- «السلسلة الذهبية»
- «الحامديات »
- «غنية المنشد» 1925
- «حنين العشاق»، شعر، 1926 [11]
- «الجوهرة الحامدية الشاذلية»
- «المنح الحامدية»
- «نفحات العشاق»
- «دفتر الديوان»
- «الكمال في الملاح صدف»
- «مناظرة بين القرد والجمل»
- «نظام الروابط»

ونشر له بعد وفاته:
- «النصيحة لمن فتح الله عين بصيرته فقر به وجعله من اهل محبته»،
- «فيوضات حامدية: الفيوضات الإلهية ورسالة سنية»،
- «الرسائل الحامدية»،